# Existentiale Interpretation
Existentiale Interpretation ist in der Theologie ein Verfahren, die oft nicht mehr verstandene „mythische Redeweise“ der neutestamentlichen Verkündigung nach ihrer Aussage zu den spirituellen Existenzfragen des Menschen zu interpretieren.
Entwickelt wurde das Verfahren von dem deutschen evangelischen Theologen Rudolf Bultmann aufgrund seiner Rezeption der Existenzphilosophie Martin Heideggers, die Heidegger vor allem in Sein und Zeit dargelegt hatte.

## Entstehung und historischer Kontext
Bultmann stellt das Verfahren der existentialen Interpretation in seinem Aufsatz „Neues Testament und Mythologie“ aus dem Jahr 1941 vor. Er geht davon aus, dass die mythische Redeweise in der neutestamentlichen Verkündigung dem modernen Menschen Verstehensschwierigkeiten bereitet, da dieser von dem wissenschaftlichen Weltbild derart geprägt ist, dass er in den Kategorien des Mythos gar nicht mehr denken kann und alles Mythische, weil nicht wissenschaftlich verifizierbar, für falsch hält.
Insbesondere in Anbetracht der politischen Situation in Deutschland im und um das Jahr 1941 – der Nationalsozialismus bekämpfte das Christentum, was zu einer hohen Zahl von Kirchenaustritten führte – sah Bultmann es als erforderlich an, die neutestamentliche Verkündigung für den modernen Menschen wieder verstehbar zu machen.

## Hermeneutischer Ansatz

### Problemformulierung

#### Der moderne Mensch und die mythische Verkündigung
Bultmann sah in der Verkündigung der Wahrheit des Neuen Testaments in der mythischen Denk- und Sprachform der Antike ein Problem, da die Menschen der Moderne diese mythische Redeweise nicht mehr verstünden.
Die Wahrheit, von der das Neue Testament spreche, sei der naturwissenschaftlichen Denkweise nicht zugänglich. Im naturwissenschaftlichen Denken sehe der Mensch die Wirklichkeit als ein Objekt, dem er sich gegenüberstellen und das er berechnen und dadurch beherrschen könne. Der Eingriff übernatürlicher Mächte in das Weltgeschehen sei für ihn undenkbar.

#### Die Problematik in der  mythischen Verkündigung
Der Mensch im mythischen Denken sieht sich von übernatürlichen Mächten abhängig und weiß, dass er die Welt nicht ganz und gar berechnen und beherrschen kann. Der Mythos sei also besser geeignet, die neutestamentliche Sicht der Existenz des Menschen zu vermitteln. Jedoch sei der Mythos in der Gefahr, von jenseitigen Phänomenen wie von diesseitigen zu sprechen und sie dadurch vom Jenseits ins Diesseits zu verobjektivieren. In Bezug auf die neutestamentliche Verkündigung hieße das, Gott würde aus seiner Transzendenz ins Diesseits verobjektiviert.
Nach Bultmann ist aber eben wegen der Transzendenz Gottes jedes Reden über Gott unmöglich. Von Gott kann nur gesagt werden, wie er an den Menschen handelt, aber nicht, wie er an sich ist.
Bultmann geht davon aus, dass der Mythos durchaus von einer Wahrheit spricht, aber in einer nicht adäquaten Weise.

#### Das Problem der Weltverfallenheit des Menschen
In Rezeption der Existenzphilosophie Martin Heideggers sieht Bultmann ein Problem in der Weltverfallenheit des Menschen. Dieses Problem finde sich schon im Neuen Testament, wo von der Möglichkeit des Lebens gemäß dem Fleisch und des Lebens gemäß dem Geist (z. B. Gal 6,8) die Rede ist. Das Leben gemäß dem Fleisch ist das uneigentliche Leben, das Verfallensein an das 'Man' (Heidegger), das Aufgehen im alltäglichen Besorgen und der Versuch, sein Leben aus dem Verfügbaren heraus zu sichern. Das Leben gemäß dem Geist hingegen ist ein Leben, das nicht im alltäglichen Besorgen und im Verfügbaren aufgeht, sondern aus dem Glauben an Gott offen für dessen sich schenkende Zukunft lebt.

### Lösungsmöglichkeit: die existentiale Interpretation
Bultmann wollte nicht den mythischen Anteil der neutestamentlichen Verkündigung einfach eliminieren oder auf der anderen Seite die neutestamentliche Verkündigung wissenschaftsfähig machen, indem er sie einfach in die moderne naturwissenschaftliche Denkweise übersetzt. Das sei nicht möglich.
In Rezeption der Existenzphilosophie von Martin Heidegger entwickelte Bultmann das Verfahren der existentialen Interpretation (auch Entmythologisierung). Die Aussagen der neutestamentlichen Verkündigung sollen auf ihren Bezug zur Existenz des Menschen hin interpretiert werden, denn über Gott lasse sich nach Bultmann nur sagen, was er an den Menschen tut, aber nicht wie er an sich ist.
Hiermit griff Bultmann einen Grundsatz des byzantinischen Theologen Gregor Palamas wieder auf: die Unterscheidung zwischen dem jenseitigen Wesen Gottes und seinen diesseitigen Taten ist in der orthodoxen Kirche schon seit dem Hesychasmus-Streit des 14. Jahrhunderts etabliertes Dogma, war in den westlichen Kirchen aber bis ins 20. Jahrhundert abgelehnt worden.

### Beispiel: Tod und Auferstehung Jesu
Aufgrund dieser Feststellungen führt Bultmann dann die existentiale Interpretation des Christusereignisses (Tod und Auferstehung Jesu Christi) durch. Möglich wird ein eigentliches Leben nach der Vorstellung des Neuen Testaments erst durch ein Handeln Gottes. Hier findet sich die Vorstellung der Abhängigkeit von einer transzendenten Macht wieder. Und dieses erforderliche Handeln Gottes ist das Christusereignis, das sich innerhalb Raum und Zeit in der Geschichte ereignete. Das befreiende Heilshandeln Gottes gründet also in einer historischen Person, in Jesus von Nazaret. Dass er gelebt hat, kann wissenschaftlich verifiziert werden, ebenso dass er gekreuzigt wurde. Die mythische Rede von Leben und Tod dieser historischen Person soll nun dessen Bedeutung für den Glauben herausstellen, die in anderer als der mythischen Darstellungsweise nicht vermittelt werden kann. Deshalb ist Glauben an die Auferstehung Jesu Christi nach Bultmann nicht Glaube an einen Mythos, sondern das Ergreifen der Möglichkeit eines neuen Lebens.
Nur weil das Heilshandeln Gottes in der Geschichte stattfand, kann es eine Auswirkung auf das Leben des Menschen haben und ist nicht abgesondert von Raum und Zeit und für das Leben auf der Erde bedeutungslos wie die Mythen um die antiken Götter.

## Rezeption
Die Erstveröffentlichung von Bultmanns Aufsatz 1941 blieb relativ unbeachtet. Erst mit einer Neuauflage 1948 kam es zu erheblichen Auseinandersetzungen innerhalb des evangelischen Christentums.

## Kritik
Ein Hauptkritikpunkt an der existentialen Interpretation ist, dass Bultmann Aussagen über Gott an sich unmöglich macht. Einige Theologen sind der Ansicht, dass der Mythos als Mittel zur Rede über Gott beibehalten werden muss, da jeder anderen Redeweise die nötigen Begrifflichkeiten fehlen.
Ein weiterer Kritikpunkt von Theologen (etwa Fritz Buri) und Philosophen (etwa Karl Jaspers in der Schrift Die Frage der Entmythologisierung) ist, dass Bultmann den Mythos aus der neutestamentlichen Verkündigung nicht konsequent genug eliminiert habe, da er an der Auferstehung Christi als Heilsereignis festhalte. Buri hält Bultmanns Entmythologisierung für einen guten Anfang, der zur Entkerygmatisierung fortschreiten müsse.
Aus katholischer Sicht wird kritisiert, dass es dem leib-geistigen, geschichtlichen und gesellschaftlichem Wesen des Menschen widerspreche, die "Begegnung mit Gott in Wort und Ruf zur Eigentlichkeit der menschlichen Existenz .. in der völligen Weltlosigkeit eines existentialen Aktes ereignen" zu lassen. Die "inkarnatorische.. Vermittlung" der Offenbarung müsse ernst genommen werden.